# پال اسپیلینگ
پال اسپیلینگ (انگلیسی: Pål Spilling; ۲۹ اکتبر ۱۹۳۴ – ۱۶ ژانویهٔ ۲۰۱۸) دانشمند رایانه اهل نروژ بود.